# Amygdalops lineola
Amygdalops lineola är en tvåvingeart som beskrevs av Meijere 1916. Amygdalops lineola ingår i släktet Amygdalops och familjen sumpflugor. Inga underarter finns listade i Catalogue of Life.